# Gianni Monnet
Giovanni Monnet (Torino, 12 maggio 1912 – Lugano, 15 dicembre 1958) è stato un artista, architetto e grafico italiano.
Attivo anche come critico e operatore culturale, contribuì a fondare il Movimento arte concreta di Milano. Architetto di formazione, ha sviluppato fin dall’inizio una pittura attenta alle esperienze astratte e concrete, per poi dedicarsi a una ricerca a tutto campo, nel segno della “sintesi delle arti” teorizzata da Le Corbusier, operando nell’ambito della grafica editoriale, della decorazione parietale e dell’arredo . Nell’immediato secondo dopoguerra ha preso parte al dibattito sui rapporti fra arte e industria e si è schierato a favore delle avanguardie non figurative, in sintonia con il rinnovamento delle arti in ambito internazionale e in opposizione alle correnti realiste dominanti in Italia. Nel corso del tempo si è dedicato alla divulgazione attraverso l’attività giornalistica, la collaborazione con riviste specializzate e la promozione di mostre e iniziative culturali.

## Biografia
Giovanni (Gianni) Monnet, figlio di Eugenio, un ingegnere elettrotecnico, e di Elisa Thöni, trascorse l’infanzia nella sua città natale, a Torino, dove dopo la scuola dell’obbligo frequentò il liceo artistico e in seguito la Facoltà di Architettura del Politecnico. Trasferitosi a Roma nel 1938, si diploma presso la Scuola superiore di architettura. Collabora con gli architetti Antonio Valente e Guido Fiorini alla realizzazione di alcune scene di film, nonché con lo scenografo russo Andreij Andreev per l'opera La principessa Tarakanova. Nel 1939, rientrato a Torino, ha un incarico nell’ambito della costruzione di alcuni edifici per lo Stabilimento Breda e per allestimenti di mostre. L’attività artistica e la partecipazione alla vita culturale assumono per lui sempre più importanza, accanto alla professione di architetto, e nel 1944 tiene la sua prima mostra a Lugano, presso il Circolo ticinese di Cultura, dove si era frattanto trasferito, dopo aver sposato Antonietta Manzoni, cittadina svizzera, figlia dello psichiatra e umanista Bruno Manzoni. 
Nel 1946 si stabilisce con la moglie a Milano, senza interrompere i legami con Lugano, dove per molti anni collaborerà con il Corriere del Ticino e con i programmi culturali diretti da Felice Filippini per Radio Monteceneri. Condivide lo studio di architettura con l’amico Ettore Sottsass e svolge parallelamente un’attività didattica come insegnante presso l’Istituto Tecnico per geometri. Nel 1947, in collaborazione con Avetta, Romano e gli architetti Sottsass, vince un premio con un progetto di case a schiera per il quartiere progettato da Piero Bottoni denominato QT8 (le abitazioni destinate ai reduci furono inaugurate nel 1948). Partecipa a diverse mostre sull’arte non figurativa in Italia e nel 1948 fonda insieme a Gillo Dorfles, Bruno Munari e Atanasio Soldati il Movimento arte concreta (MAC), un gruppo che catalizza esperienze artistiche eterogenee, aperto all’integrazione e agli scambi fra le diverse arti, in sintonia con le avanguardie europee. Sede del gruppo è la storica Libreria Salto di via Santo Spirito, a Milano, importante luogo di incontro fra artisti e architetti  decisi a superare i provincialismi dominanti. In questo ambito, e in particolare mediante l’attività editoriale del MAC, la ricerca artistica di Monnet si lega strettamente a quella di divulgatore e teorico, di promotore di mostre e iniziative culturali che permettono di portare nel contesto milanese altre esperienze di arte concreta europea e al tempo stesso di riscoprire i pionieri dell’arte moderna. Particolarmente attivo è il suo ruolo nella riscoperta di Giacomo Balla. L’opposizione al Realismo lo lega anche ai giovani astrattisti romani, come Piero Dorazio, Mino Guerrini, Achille Perilli, Ettore Colla.
Dal 1950 espone anche a Parigi e attraverso nuovi contatti approfondisce la sua attività teorica. Frequenta in particolare Alberto Magnelli e Nina Kandinsky con cui svilupperà anche in seguito un legame epistolare ; inizia una collaborazione incentrata sull’arte italiana per la rivista Art d'aujourd'hui (Arte di oggi), diretta da André Bloc, che porterà nel 1955 alla fusione fra il MAC e il Gruppo Espace. Nel 1953 inizia la collaborazione con lo Studio b24 di Milano. Nel 1954 lavora con gli architetti Mario Ravegnani e Antonello Vincenti per un progetto di “casa sperimentale” per la X Triennale di Milano. Nel 1956 realizza quattro grandi specchiere per la pellicceria Livio Levi di Milano, un significativo intervento di decorazione di interni, con la collaborazione dell’architetto Tito Bassanese Varisco . Muore a Lugano il 15 dicembre del 1958.

## Opere e pubblicazioni
- Costruzione, olio su tela, Gallarate, MAGA Museo Arte Gallarate (1946)
- Interno, olio su tela, Milano, Intesa Sanpaolo (1947)
- Senza titolo, olio su tela, Milano, Intesa Sanpaolo (1949)
- Squilibrio-Stati d’animo, rhodoid su tela,  Lugano, MASI
- Progetto di case a schiera per il quartiere QT8 di Milano (1947-1949)
- Parete animata, Milano, Galleria Annunciata (1949) e Libreria Salto (1950)
- Con Bruno Munari grafica editoriale del “Bollettino” del Movimento Arte Concreta (1949-1954), di “Documenti d’arte d’oggi” (1954-1958),  di “Sintesi delle arti” (1955-1956)
- L’arte moderna dall’A alla Z, volumetto che riprende una serie di puntate per Radio Monteceneri, Edizione Libreria Salto (1955)
- Specchiere e arredo per la Pellicceria Livio Levi, Milano (1956)
- Geometria percettiva, saggio pubblicato con Tito Bassanese Varisco (1958)